# Доісторичні війни
Доісторичні війни відбувалися в період до винаходу письма і утворення держави як великого соціального інституту. Цей проміжок військової історії охоплює великий період, що охоплює палеоліт, неоліт, бронзова і залізну добу.

## Періодпалеоліту
Найбільш часто використовувана зброя стародавньої людини в період палеоліту мала просту форму. Початково така зброя складалася зі знарядь праці, списів, які значною мірою використовувалися для полювання вже 35 000 років тому. З наскельних малюнків того періоду були знайдені зображення людей, які нападали на інших. Проте не існує ніяких відомих археологічних свідоцтв бойових дій великого масштабу в цей період соціальної еволюції.